# Damian Kocur
Damian Kocur (ur. 23 września 1983 w Katowicach) – polski reżyser, scenarzysta i operator filmowy.
W 2020 ukończył studia na Wydziale Radia i Telewizji Uniwersytetu Śląskiego w Katowicach. W międzyczasie kręcił – oprócz etiud – filmy dokumentalne (21 dni, 2014) oraz krótkometrażowe fabuły (1410, 2018; Moje serce, 2019; Dalej jest dzień, 2020). 
Uznanie zdobył swoim wielokrotnie nagradzanym debiutem pełnometrażowym Chleb i sól (2022), o eskalacji przemocy wobec imigrantów na prowincji wskutek bierności głównych bohaterów. Jego kolejny film, Pod wulkanem (2024) o Ukraińcach, którzy w wyniku agresji rosyjskiej na Ukrainę stracili możliwość powrotu do kraju z wakacji, został zgłoszony do rywalizacji o Oscara dla najlepszego filmu międzynarodowego.
Na stan z 2023 roku był doktorantem w Państwowej Wyższej Szkole Filmowej, Telewizyjnej i Teatralnej w Łodzi.